# Daring Club Blankenberge

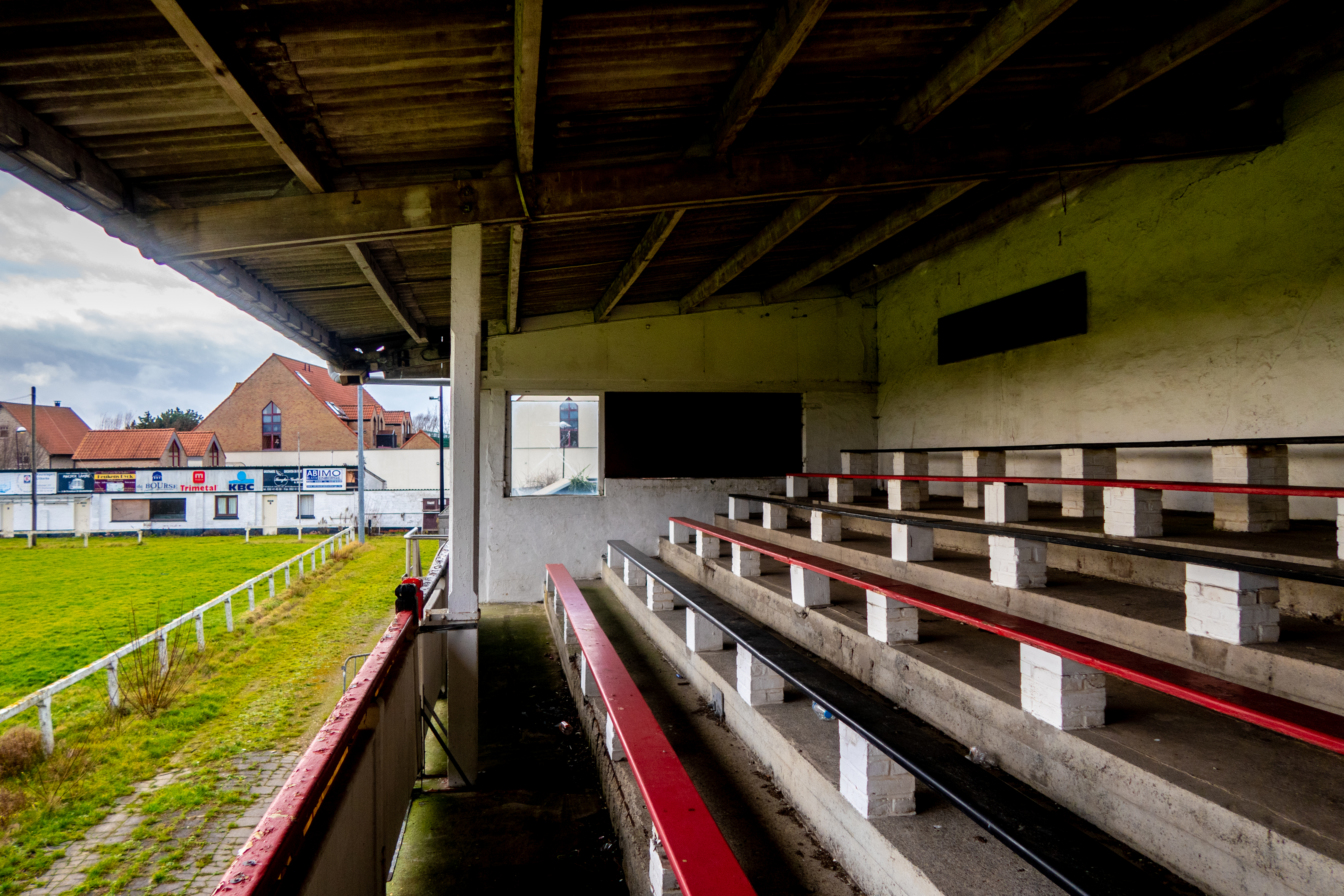
De tribune van de voormalige thuisbasis: het Jules Soetestadion in Blankenberge (gefotografeerd in 2019).

Daring Club Blankenberge was een Belgische voetbalclub uit Blankenberge. De club was aangesloten bij de KBVB met stamnummer 146 en had zwart en wit als kleuren. De club speelde een aantal seizoenen in de nationale reeksen. In 2000 ging DC Blankenberge op in een fusie met SV Blankenberge tot KSC Blankenberge.

## Geschiedenis
Reeds sinds 1907 was in Blankenberge SV Blankenberge aangesloten bij de Belgische Voetbalbond. In 1921 sloot ook Daring Club Blankenberge zich aan. Aanvankelijk zou de naam Cercle Sportif de Blankenberge worden, met geel en zwart als kleuren, maar uiteindelijk werd om verwarring met andere clubs te vermijden gekozen voor Daring Club met blauw en wit als kleuren. De truitjesleverancier had bij aanvang echter geen blauw-witte truitjes ter beschikking, depanneerde Daring met zwart-witte truitjes, wat de club uiteindelijk behield als kleuren.
Bij de invoering van de stamnummers in 1926 kreeg men stamnummer 146 toegekend. Dat jaar bereikte men ook voor het eerste de nationale bevorderingsreeksen, in die tijd de derde klasse. Daring trof er stadsgenoot SV Blankenberge aan. Na een seizoen zakte men echter weer.
In 1934 kon Daring nogmaals promoveren naar de nationale bevorderingsreeksen. Ditmaal kon men er zich wel handhaven. De club eindigde er zijn eerste seizoen zelfs op een gedeelde derde plaats in zijn reeks. Het jaar nadien kreeg Daring opnieuw stadsgenoot SV Blankenberge in zijn reeks, nadat deze club uit Tweede Klasse was gezakt. Daring bleef in Bevordering tot de vooravond van de Tweede Wereldoorlog. In 1939 eindigde de ploeg allerlaatste in de reeks, en zakte zo weer naar de provinciale reeksen.
Daring kon zich nog handhaven op het hoogste provinciale niveau tot eind jaren 50, maar zakte toen nog verder weg. Er volgde in de jaren zestig en 70 zelfs enkele maal een degradatie naar Derde Provinciale. Begin jaren 80 liep het helemaal slecht voor de club. In 1980 en 1981 viel men door twee opeenvolgende degradaties terug van Tweede Provinciale naar Vierde Provinciale, het allerlaagste niveau. De terugkeer zou maar traag verlopen. Pas na een testwedstrijd tegen DK Torhout in 1982/83 kon men terug naar Derde Provinciale. Het duurde nog vijf seizoen eer men weer doorstootte naar Tweede.
Eind jaren 90 kon Daring zich nogmaals opwerken. In 1999 dwong men promotie naar Vierde Klasse af. Na ruim 60 jaar trad Daring zo nog eens aan in de nationale reeksen. Daring eindigde zijn eerste seizoen net boven de degradatiezone, en kon zich zo handhaven.
Net als Daring was stadsgenoot SV Blankenberge de voorbije decennia weggezakt in de provinciale reeksen. Waar Daring echter was teruggekeerd in de nationale Vierde Klasse, dreigde SV weg te zakken uit Tweede Provinciale. In 2000 beslisten beide clubs wegens financiële malversaties bij Daring Blankenberge uiteindelijk samen te gaan. Het stamnummer werd hierdoor 48, het oudste stamnummer, dat van KSV Blankenberge. Stamnummer 146 van DC Blankenberge werd wegens financiële schulden geschrapt. Uit het rood-wit van Sport en het zwart-wit van Daring werden de clubkleuren rood, wit en zwart genomen. De nieuwe fusieclub kreeg de naam Sporting Club Blankenberge (KSC Blankenberge) en ging van start in de Vierde Klasse.

## Bekende (ex-)spelers
- Čedomir Janevski